# 長次郎
初代長次郎（ちょうじろう、? - ）は、安土桃山時代を代表する京都の陶工。楽焼の創始者であり、千家十職の一つ・樂吉左衛門家の初代。名は長祐。通称は長次郎、又長二郎。

## 略伝
長次郎は茶の湯の大成者である千利休の創意に基づき赤茶碗、黒茶碗を生み出す。その独創的な造形には千利休の侘の思想が濃厚に反映されており、禅、あるいは老荘思想の流れを汲む、極めて理念的なものといえる。
長次郎茶碗の特色は、装飾性、造形的な動きや変化、あるいは個性的な表現を可能な限り捨象、重厚で深い存在感を表わしている。
出自については、未だに不明な点が多いが、楽焼技術が中国明時代「華南三彩」に繋がることから、阿米也は南中国福建省あたりの出身と考えられている。低火度釉の施釉陶器である交趾焼の技法をもつ人であったとも考えられている。
現存中最も古い作品は、「天正二年春 寵命 長次良造之」という彫の入った二彩獅子像（樂美術館蔵）である。これは現在の京都市中京区の二条城北付近の土中から発見されたと伝えるもので、平成17年（2005年）の一部に緑釉や化粧掛けの白泥が施された上に二彩釉や三彩釉がかけられ、中国南部の華南三彩と共通する手法が見られる。なお、この作品については留蓋瓦とする意見があるが、底部形状から否定する見方もあり結論が出ていない。
現存する茶会記の記録内容から、天正年間に宗慶を介して利休と知り合ったと推定される。それまで国内の茶会で主流であった精緻で端正な中国製の天目茶碗などよりも侘びた風情を持つ茶道具を好む利休によって、轆轤（ろくろ）を使わず手捏ね（てづくね）で成形を行なう独自の工法が認められ、のち注文によって茶碗を納めるようになる。長次郎茶碗の素地は、聚楽第の建設の際に掘り出された土（聚楽土）を用いていたとも伝承されており、「樂家」「楽焼」の名もこの「聚楽」から興ったと伝わる。
天正17年（1589年）に死去。二代長次郎（長祐）が跡を継ぐが、早世した。

## 人物
長次郎の創始した楽焼は、最も古い京焼のひとつで、低火度の茶陶である。日本中世の伝統的な高火度の陶器とも、中国の陶磁とも異なる独特の焼き物で、侘び茶とともに発展し、もっぱら茶の湯のために造形するという目的の焼き物であるため、日常生活用品の類はつくられない。茶碗の他には、香台、花入、香炉、灰器などがつくられる。

## 一族
後世の記録『宗入文書』（元禄元年（1688年））の伝えるところによると、二代長次郎の妻に田中宗慶の孫娘を迎え、後に宗慶とその長男・田中庄左衛門宗味、次男・吉左衛門常慶（後に樂吉左衛門家二代当主）らとともに工房を構えて作陶を行なった。

## 代表作
- 二彩獅子像（天正二年銘）：樂美術館蔵、重要文化財
- 赤楽茶碗 銘「無一物」：兵庫県立美術館西宮頴川分館蔵、重要文化財
- 黒楽茶碗 銘「面影」：楽美術館蔵
- 黒楽茶碗 銘「勾当」
- 黒楽茶碗 銘「大黒」：鴻池家旧蔵、個人蔵、重要文化財（長次郎七種の一つ）
- 黒楽茶碗 銘「東陽坊」：鴻池家旧蔵、個人蔵、重要文化財（長次郎七種の一つ）
- 赤楽茶碗 銘「一文字」：益田孝旧蔵、個人蔵
- 黒楽茶碗 銘「俊寛」：三井記念美術館蔵、重要文化財
- 黒楽茶碗 銘「禿」：表千家不審菴蔵
- 長次郎七種(利休七種、長次郎内七種)
- 長次郎外七種(利休外七種)